# 27776 Cortland
27776 Cortland este o planetă minoră (asteroid) din centura de asteroizi. A fost descoperită pe 25 februarie 1992 la Observatorul Palomar de Carolyn S. Shoemaker și a fost numită după State University of New York at Cortland⁠(d). 
Obiectul prezintă o orbită caracterizată de o semiaxă mare de 1,918774 UAi, o excentricitate de 0,09, o înclinație de 21,03545 ° în raport cu ecliptica.